# والری خیتروف
والری خیتروف (انگلیسی: Valery Khitrov؛ زادهٔ ۱۶ آوریل ۱۹۴۱) دوچرخه‌سوار اهل اتحاد جماهیر سوسیالیستی شوروی است.